# Jaroslava Čechová
Jaroslava Čechová (30 de octubre de 1933) es una exjugadora de baloncesto checoslovaca. Consiguió cinco medallas en competiciones oficiales con Checoslovaquia.